# Mirosław Kurhański
Mirosław Kurhański (ur. 15 listopada 1914 w Wilnie, zm. 2 czerwca 2011 w Poznaniu), ojciec Jan, matka Julia z domu Kamińska – polski naukowiec, rolnik, lniarz, meliorant, nauczyciel i wykładowca, profesor zwyczajny nauk rolniczych. Studia na Wydziale Rolniczym Uniwersytetu im. Stefana Batorego w Wilnie ukończył w 1937 r. specjalizując się w Katedrze Ogólnej Uprawy Roli i Roślin w zakresie zagospodarowania gleb torfowych.

## Życiorys
W latach 1936–39 pracował w Katedrze Ogólnej Uprawy Roli i Roślin Uniwersytetu Wileńskiego pod kierunkiem prof. dr Janusz Jagmina pracując nad zmiennością szaty roślinnej pod wpływem wprowadzenia urządzeń odwadniających oraz uprawą konopi na torfach.
W sierpniu 1939 r. został zmobilizowany. Walczył na linii Mława–Warszawa jako oficer ogniowy, następnie na linii Bugu we Włodzimierzu Wołyńskim (kontuzjowany), skąd dotarł do Warszawy. W październiku 1939 r. został wywieziony na roboty do Niemiec, gdzie pracował do 1940 r. i skąd uciekł do Warszawy.
W 1941 r. skierowany do Białegostoku do prac organizacyjnych Armii Krajowej. Został zastępcą Delegata Rządu Stanisława Bućki (pseudonim Adwokat) ze szczególnym zadaniem organizacyjnym w Puszczy Augustowskiej. Był łącznikiem z Okręgiem Wileńskim i Nowogródzkim AK. Ponadto przez cały okres wojny brał udział w tajnym nauczaniu – zakres gimnazjum: matematyka i fizyka.
Po przejściu frontu w 1944 r. pracował w urzędzie Wojewódzkim w Białymstoku. Po zakończeniu wojny podjął pracę w Tymczasowym Zarządzie Państwowym w Grudziądzu, a następnie od 1 marca 1946 r. jako pracownik naukowy i kierownik Działu Szkoleniowego i Doświadczalnictwa w Lniarsko-konopnej Centralnej Stacji Doświadczalnej w Poznaniu.
W latach 1946–1951 prowadził działalność w dziedzinie kształcenia specjalistów przemysłu roszarniczego i przemysłu włókien łykowych w uruchomionym Ośrodku Szkoleniowym w Mieroszowie k. Wałbrzycha.

## Działalność naukowa
W 1948 r. doktoryzował się na Wydziale Rolniczo–Leśnym Uniwersytetu Poznańskiego, na podstawie rozprawy doktorskiej: „Roślinność łąk i pastwisk pod wpływem zmian nawilgotnienia”.
Od 1952 r., po przekształceniu Stacji w Instytut Przemysłu Włókien Łykowych, sprawował funkcję kierownika naukowego w Dziale Opracowań Syntetycznych i Zakładzie Roślin Włóknistych.
Stopień naukowy doktora habilitowanego nadała mu Rada Wydziału Melioracji Wodnych Akademii Rolniczej we Wrocławiu 29 czerwca 1973 roku na podstawie rozprawy naukowej: „Meliorowanie użytków zielonych za pomocą ścieków roszarniczych”.
W roku 1977 uzyskał tytuł profesora nadzwyczajnego nauk rolniczych, a w 1983 r. profesora zwyczajnego .
Pracował w Instytucie Przemysłu Włókien Łykowych w Poznaniu od powstania Instytutu do ostatnich lat swojej pracy w tej placówce – organizując Zakład Roślin Włóknistych w Instytucie i 7 zakładów doświadczalnych w rejonach, kształcąc specjalistów, urządzając pracownie, ustalając kierunki badań.
Zasługą jego było postawienie na wysokim poziomie akcji szkolenia w przemyśle, które w pierwszym okresie po wyzwoleniu przyczyniło się do uzupełnienia kadry nielicznych fachowców przemysłu roszarniczego. Przez cały okres pracy w Instytucie szczególną uwagę poświęcał zagadnieniom hodowli lnu i konopi, wybranym zagadnieniom z dziedziny agrotechniki lnu w zależności od rejonów uprawy, z uwzględnieniem metod uprawy roślin włóknistych na torfach. W dalszej fazie rozwoju naukowego zajął się rolniczym wykorzystaniem ścieków roszarniczych.
W 1951 r. zorganizował wydawnictwo naukowe „Prace Instytutu Przemysłu Włókien Łykowych”, w którym ponad 20 lat pełnił funkcję redaktora naczelnego. Był również współorganizatorem i redaktorem wydawnictw popularyzatorskich.
Opublikowany dorobek naukowy obejmuje ponad 150 pozycji wydawniczych w tym 76 pozycji stanowiących oryginalne prace naukowe. Jest autorem iwspółautorem 16 podręczników i skryptów oraz szeregu publikacji o charakterze monograficznym i popularno-naukowym.
W 1996 r. na emeryturę nadal współpracując z Instytutem Włókien Naturalnych w zakresie realizacji samodzielnych tematów, a także w ramach działalności Komitetu Redakcyjnego do 1998 r.

## Odznaczenia i nagrody
Uzyskał szereg odznaczeń, z których ważniejsze stanowią: Złoty Krzyż Zasługi (1957), Krzyż Kawalerski Orderu Odrodzenia Polski (1975), Odznaka Honorowa Za Zasługi w Rozwoju Województwa Poznańskiego (1973).
Za osiągnięcia naukowe hański otrzymał wraz z zespołem trzykrotnie nagrody naukowe ministerstwa oraz nagrodę w konkursie ogólnokrajowym b. Komitetu Nauki i Techniki, Centralnego Urzędu Gospodarki Wodnej, NOT-u oraz Ligi Ochrony Przyrody. W 1975 r. otrzymał nagrodę naukową ministra resortowego za wyróżniające warunki naukowe rozprawy habilitacyjnej.

## Życie prywatne
W 1950 r. ożenił się z Gertrudą z Chrostowskich, miał córki Annę (1951), Krystynę (1954) i syna Konrada (1956).
Został pochowany na cmentarzu Jeżyckim w Poznaniu (kwatera P, rząd 71, grób 39).

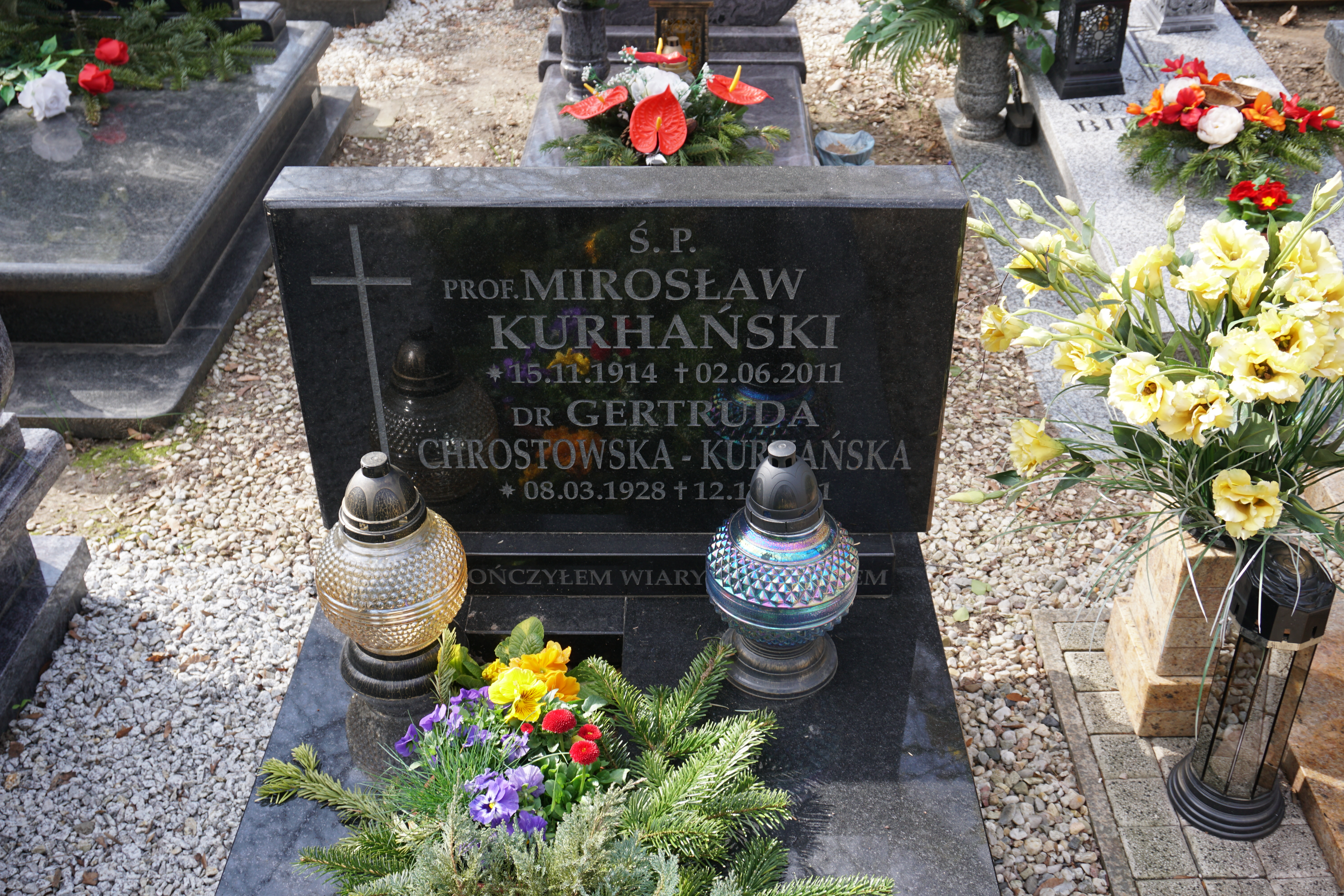
Grób prof. Mirosława Kurhańskiego na cmentarzu Jeżyckim w Poznaniu